# الجديدة (دوعن)

تعديل مصدري - تعديل

الجديدة هي إحدى قرى عزلة صيف بمديرية دوعن التابعة لمحافظة حضرموت، بلغ تعداد سكانها 102 نسمة حسب تعداد اليمن لعام 2004.